# Stewart Clarke
Stewart Clarke (Oxfordshire, 1991) è un attore e doppiatore britannico, noto soprattutto come interprete di musical.

## Biografia
Nato e cresciuto nell'Oxfordshire, Stewart Clark ha studiato teatro e recitazione all'Università di Warwick, laureandosi nel 2012. Nel 2013 ha fatto il suo debutto sulle scene interpretando Sam Wheat nella tournée britannica di Ghost the Musical per la regia di Matthew Warchus. Il debutto londinese è avvenuto due anni più tardi in una versione concertistica di Godspell in cui interpretava il ruolo da protagonista di Gesù. Nel 2015 ha interpretato Giuseppe Zangara in un revival del musical di Stephen Sondheim Assassins in scena alla Menier Chocolate Factory per la regia di Jamie Lloyd e con Aaron Tveit e Catherine Tate nel cast.
Nel 2018 ha recitato accanto a Caroline O'Connor nel musical di John Kander e Fred Ebb The Rink alla Southwark Playhouse. Nel dicembre dello stesso anno è tornato a recitare alla Menier Chocolate Factory nel musical Fiddler on the Roof per la regia di Trevor Nunn; nel musical Clark interpretava il giovane rivoluzionario Perchik e l'anno successivo è tornato a recitare nel musical quando è stato riproposto al Playhouse Theatre del West End londinese. Per la sua interpretazione ha ricevuto una candidatura al Laurence Olivier Award al miglior attore non protagonista in un musical, il massimo riconoscimento del teatro britannico. Nel 2020 ha recitato nella prima londinese del musical Be More Chill, mentre nel 2021 interpreta Herr Ludwig in un revival di Cabaret con Eddie Redmayne e Jessie Buckley al Kit Kat Klub.

## Filmografia

### Cinema
- Un matrimonio all'inglese (Easy Virtue), regia di Stephan Elliott (2008)

### Televisione
- The Moonstone - serie TV, 5 episodi (2016)

### Doppiaggio
- Dark Crystal - La resistenza (The Dark Crystal: Age of Resistance) - serie TV, 8 episodi (2019)

- Total War Saga: Troy - videogioco (2020)
- Final Fantasy XVI - videogioco (2023)

## Teatro (parziale)
- Loserville, libretto e colonna sonora di James Bourne ed Elliot Davis, regia di Steven Dexter. Garrick Theatre di Londra (2012)
- Ghost the Musical, libretto di Bruce Joel Rubin, colonna sonora di Dave Stewart e Glen Ballard, regia di Matthew Warchus. Tournée britannica (2013)
- Return of the Soldier, libretto di Tim Sanders, colonna sonora di Charles Miller, regia di Charlotte Westenra. Jermyn Street Theatre di Londra (2014)
- Assassins, libretto di John Weidman, colonna sonora di Stephen Sondheim, regia di Jamie Lloyd. Menier Chocolate Factory di Londra (2015)
- The Rink, libretto di Terrence McNally, testi di Fred Ebb, colonna sonora di John Kander, regia di Adam Lenson. Southwark Playhouse di Londra (2018)
- Fiddler on the Roof, colonna sonora di Jerry Bock, testi di Sheldon Harnick, libretto di Joseph Stein, regia di Trevor Nunn. Menier Chocolate Factory (2018) e Piccadilly Theatre di Londra (2019)
- Carousel, libretto di Oscar Hammerstein II, colonna sonora di Richard Rodgers, Alastair Kinghts. Cadogan Hall di Londra (2019)
- Be More Chill, libretto di Joe Tracz, colonna sonora di Joe Iconis, regia di Stephen Brackett. The Other Palace di Londra (2020), Shaftesbury Theatre di Londra (2021)
- Cabaret, libretto di Joe Masteroff, testi di Fred Ebb, colonna sonora di John Kander, regia di Rebecca Frecknall. Playhouse Theatre di Londra (2021)
- Mandela, libretto di Laiona Michelle, colonna sonora di Greg e Shaun Borowsky, regia di Schele Williams. Young Vic di Londra (2022)
- Les Misérables, libretto di Alain Boublil e Herbert Kretzmer, colonna sonora di Claude-Michel Schönberg, regia di Laurence Connor. Sondheim Theatre di Londra (2023)

## Doppiatori italiani
Da doppiatore è sostituito da:
- Luca Appetiti in Final Fantasy XVI